# Brachyacrida
Brachyacrida is een geslacht van rechtvleugeligen uit de familie veldsprinkhanen (Acrididae). De wetenschappelijke naam van dit geslacht is voor het eerst geldig gepubliceerd in 1952 door Dirsh.

## Soorten
Het geslacht Brachyacrida  is monotypisch en omvat slechts de volgende soort:
- Brachyacrida distanti (Dirsh, 1952)